# Goldmark Színház
A Goldmark Színház (más néven OMIKE Művészakció) egy Budapesten, a Wesselényi utca 7. szám alatti Goldmark-teremben működő színház volt, melynek társulata a magyarországi zsidótörvények miatt száműzött színészekből alakult. Nevezték Láthatatlan Színháznak is. Első előadását 1939. november 11-én tartotta, az utolsót pedig 1944. március 19-én, a németek bevonulásának napján.

## Megalakulása

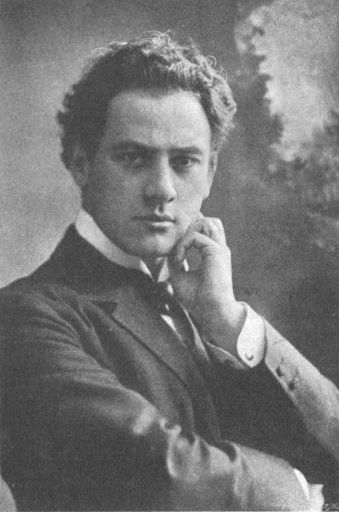
Beregi Oszkár

Az 1938. május 5-én elfogadott első zsidótörvény bizonyos értelmiségi pályákon 20%-os felső korlátot állapított meg a zsidó származásúak részarányára, így végrehajtása miatt sok izraelita származású színész volt kénytelen elhagyni a pályát. Bálint Lajos, a Magyar Színház dramaturgja vetette fel, hogy létrehozzák a „száműzöttek színházát”, melynek célja a művészek megélhetésének biztosítása, illetve a közönség kulturális igényének kielégítése. Az igazgató Bánóczi László, a művészeti vezető Bálint Lajos, a főrendező Beregi Oszkár lett, a zenei vezetést pedig Komor Vilmos látta el. A Művészakcióhoz Hóman Bálint kultuszminiszter és Keresztes-Fischer Ferenc belügyminiszter adtak engedélyt, Ribáry Géza ügyvéd közbenjárására. A hatóságok csak zártkörű, kizárólag a hitközség tagjai által látogatható előadásokat engedélyeztek, a produkciókat nyilvánosan nem szabadott hirdetni.
A nyitóelőadásra 1939. november 11-én került sor. A nyitóbeszédet a Művészakció főszervezője, Ribáry Géza mondta el. Az este folyamán fellépett többek között Szép Ernő, Ascher Oszkár, Beregi Oszkár, Gellért Lajos és Várnai Zseni.

## Működése
A színház 1939 és 1944 közötti működése során 733 előadást tartottak, 191 különböző műsorral. Az előadások között irodalmi estek, kabarék, operák, operettek, színdarabok, koncertek egyaránt megtalálhatók voltak. Az előadásokat összesen 272 ezer fő látogatta meg. 
Mivel az akció egyik célja a művészek minél szélesebb körének megélhetése volt, a színház a legnagyobb létszámú, 432 fős társulatot foglalkoztatott. A színház repertoárján főleg zsidó származású szerzők darabjai, illetve bibliai tárgyú művek szerepeltek (pl. Szép Ernő, Molnár Ferenc, Szomory Dezső, Csergő Hugó, Donáth Ede, Szenes Béla darabjai), de a világirodalom klasszikusai, pl. Shakespeare vagy Ibsen művei is színpadra kerültek. A terem névadójának, Goldmark Károlynak Sába királynője című operáját is műsorra tűzték.
A Művészakció előadásai rendszeresen telt házat vonzottak, a bérletek mindig elkeltek. A Goldmark-termen kívül tartottak előadásokat a Hollán Ernő utca 21/B alatti kultúrteremben és a Bethlen téren is. 
A fellépők között szerepelt Kellér Dezső, Salamon Béla, Fischer Annie és Kadosa Pál is.

## Megszűnése
A színházat a jobboldali sajtó már kezdetektől fogva élesen támadta. A munkaszolgálat bevezetése után az előadások megtartása egyre bizonytalanabbá vált a fellépő művészek behívása miatt. Az utolsó előadást 1944. március 19-én tartották, a német csapatok bevonulása után a színházat betiltották. A társulat tagjai közül sokakat munkaszolgálatra vittek, másokat pedig deportáltak. A háború folyamán a társulatnak több mint fele életét vesztette. Emléküket a Goldmark-teremben emléktábla őrzi.